# Record of Ragnarok

Повесть о конце света (終末のワルキューレ, Shūmatsu no Warukyūre, lit. «Valkyrie of the End») — фэнтези-манга, написанная Синъя Умэмура и Такуми Фукуи и проиллюстрированная Адзитикой. Выпускавшаяся в сэйнэн манга журнале Monthly Comic Zenon (ранее также издавалась Tokuma Shoten) в ноябре 2017. Была лицензирована в Северной Америке Viz Media в июне 2021 года. Манга была адаптирована Graphinica в качестве оригинальной сетевой анимации (ONA) и была представлена на Netflix в июне 2021 года.

## Сюжет
Каждые 1000 лет собирается Совет Богов, чтобы решить судьбу человечества. Спустя 7 миллионов лет истории человечества, боги пришли к выводу, что люди не подлежат искуплению и должны исчезнуть. Однако валькирия Брунгильда предлагает дать человечеству последний шанс доказать свою ценность, и боги соглашаются провести битву при Рагнарёке, турнире с 13 известными людьми со всей истории против 13 самых могущественных богов, участвующих в смертельных дуэлях. Человечество будет спасено, если их сторона одержит 7 побед в соревнованиях. Чтобы уравновесить шансы, каждому человеку предоставляется помощь валькирии, которая превращается в мощное оружие, адаптированное к боевому стилю своего пользователя, под названием «Вёллунд», рискуя потерять свою жизнь, если пользователь будет убит.

## Персонажи
Среди представленных в аниме богов присутствует множество различных пантеонов, которые тесно переплетены друг с другом. Кроме-этого одновременно с ними в мире могут существовать и Боги монотеистических религий, тоже самое касается и мифических сущностей, и сил равных Богам, будь то титаны из древнегреческой мифологии, авраамические демоны или великаны из скандинавской. Вместе с этим чемпионы представляющие Человечество, тоже не ограничены ни временными рамками ни какой-то непосредственной средой исторического обитания. В Рагнарёке сражаются, как те, кто жили в 20-м веке, так и к примеру в третьем.

### Совет Богов
- Зевс, также упоминается в аниме, как Бог-отец-Космической-сущности — верховный бог древнегреческого пантеона, и председатель Совета Богов. Считается сильнейшим из живущих ныне Богов, за счет своей победы в титаномахии и способности наносить удары превосходящие скорость света, которые он забрал у своего отца Кроноса. Кровожадный, и крайне азартный Бог, желанный до битв, его ничего кроме них по большей части не волнует. Несмотря на то, что один из первых раскрывает сущность Рагнарёка, как мятежа валькирий против Богов, только радуется их вызову. Выступает противником Адама во втором раунде.
- Гермес, бог торговли и глашатай Богов — главный советник Зевса и один из наблюдателей за Рагнарёком. Не принимает непосредственного участия в сражениях, но являясь одним из умнейших Богов прекрасно предсказывает исход боев.
- Арес — бог войны, один из наблюдателей за Рагнарёком. Выполняет в большей степени комичную роль, позиционируя себя, как знатока военной стратегии и боя, при этом находясь в постоянном удивлении от истинной силы Богов и людей, сражающихся на Рагнарёке.
- Посейдон, в аниме известен, как Морской Тиран и Бог-Всех-Богов — старший брат Зевса и младший брат Аида и Адамаса, повелитель океанов и морских вод, высокомерное и надменное существо, считающее, что является «идеальным созданием» во вселенной и не воспринимающее людей больше чем мелкими насекомыми. Выступает противником Сасаки Кодзииро в третьем раунде Рагнарёка.
- Шива — верховный бог индуистского пантеона, одержавший по сюжету аниме победу над более чем тысячью независимыми богами индуизма, дабы они признали его главенство. Первоначально предстаёт жестоким и бесчеловечным, но по ходу раскрывается, что на самом деле он крайне чувственный и добрый бог. По ходу Рагнарёка так же меняет свое отношение к людям, начиная их уважать. Выступает против Райдена Тамимона в пятом раунде Рагнарёка.
- Будда Шакьямуни — легендарный духовный учитель и основатель буддизма изначально бывший человеком, но после смерти вознесшийся до Богов. Даже после этого остался приверженным любви к людям. Спокойный и своенравный, обожает сладости. Как следствие, несмотря на свою божественную сущность, выступает чемпионом людей в шестом раунде Рагнарёка.
- Семь Богов Счастья, по сюжету аниме являются семью аспектами одного бога Зерофуку — некогда единого бога удачи в синтоистком пантеоне, который умел поглощать несчастья людей, однако не получив за это благодарности сошел с ума и пал во тьму. Выступает чемпионом богов в первой половине шестого раунда Рагнарёка
- Мара, он же Папияс или Хаджун — демон-повелитель Шестого Неба, предстающий в аниме несокрушимым берсерком жаждущим уничтожения мира, и в прошлом уничтожившего половину Хельхейма. Выступает чемпионом Богов во второй половине шестого раунда Рагнарёка, поглотив Зерофуку.
- Один — верховное божество скандинавского пантеона, большую часть времени остающийся молчаливым наблюдателем Рагнарёка. Тем не менее несмотря на это его сила внушает ужас среди остальных божеств, большая часть из которых выражают ему серьёзное уважение. На самом деле является истинным антагонистом произведения, поскольку задумал уничтожение Человечества ради исполнения своего коварного плана по возрождению Первородных богов.
- Локи — бог хитрости и обмана, побратим Одина. По большей части использует свои способности на благо божеств, раскрывая мятежи и интриги внутри совета.
- Тор — скандинавский бог Грома, называется сильнейшим из богов скандинавского пантеона. Лишенный смысла жизни и радости в таковой, по большей части скучает. Тем не менее внутри него живёт уважение к достойным воинам, храбрости и отваге. Выступает против Люй Бу в первом раунде Рагнарёка.
- Геракл — полубог, и древнегреческий герой, по сюжету аниме, вознесшийся до божественности после того, как помешал Аресу уничтожить свой собственный город. Несмотря на то, что выступает против уничтожения Человечества, сражается за Богов, дабы убедить Зевса пощадить таковое. Чемпион Богов в четвёртом раунде Рагнарёка.

### Человечество
- Брюнхильда — старшая из сестёр-валькирий, полубогиня и проводница душ людей. Именно она затевает Рагнарёк, играя на самолюбии и скуке Богов в надежде спасти Человечество. В своих действиях не стесняется никаких моральных принципов, и готова пойти на все. Она приказывает своим сестрам стать божественным оружием в руках чемпионов Человечества, дабы у тех был хоть какой-то шанс противостоять Богам.
- Люй Бу — известнейший герой китайского троецарствия. Согласно сюжету аниме с самого раннего детства только и делал, что сражался, пока не осознал, что во всём мире не существует человека способного его победить. Лишившись смысла жизни после этого, добровольно сдался своим врагам и отправился на казнь. Выступает чемпионом людей в первом раунде Рагнарёка.
- Адам, в аниме называется отцом Человечества — первый человек, который вместе с Евой, был изгнан из Рая, по сюжету аниме причем несправедливо. Обладает способностью копировать силы Богов, будучи созданным по их образу и подобию. Сражается за возможность защитить своих детей, коим и видит Человечество, выступая чемпионом такового во втором раунде Рагнарёка.
- Сасаки Кодзииро — в аниме называется величайшим мечником в истории Японии, «первый под Солнцем» и величайшим неудачником в истории. Крайне скромный и вежливый человек, не стремящийся к победам, и давно привыкший к поражениям, тем не менее из раза в раз прилагающий все усилия для победы. Выступает чемпионом Человечества в третьем раунде Рагнарёка.
- Джек Потрошитель — самый известный убийца в истории Человечества, по сюжету аниме, был сыном проститутки из борделя, которая зачала его от богатого драматурга в надежде, что таким образом свяжет себя с ним. Когда драматург спустя много лет отверг её, мать возненавидела Джека, из-за чего он сошел с ума и сам убил ее. Способен видеть эмоции людей, и проявляет себя в большинстве своём как интеллигентный и спокойный английский джентльмен. Боец Человечества в четвёртом раунде Рагнарёка
- Райден Тамэмон — самый известный и сильнейший сумоист в истории, обладавший «сильнейшими мышцами». Будучи неспособным при жизни сражаться в полную силу из-за боязни, что мышцы раздавят Райдена, после смерти получил возможность выложиться на полную в Рагнарёке. Чемпион Человечества в пятом раунде.

## Аниме
В декабре 2020 года было объявлено, что манга получит аниме-адаптацию, созданную Warner Bros. Japan и анимированную Graphinica. Режиссёр Масао Окубо, композиция серии — Кадзуки Фудеясу, персонажи — Масаки Сайто, а музыка — Ясухару Таканаси. Премьера сериала, лицензированного Netflix, состоялась 17 июня 2021 года на стриминговом сервисе.
| 1 сезон | 1 сезон                                                                              | 1 сезон                    | 1 сезон         | 1 сезон         | 1 сезон        |
| Номер | Название серии                                                                       | Режиссирование             | Сценарий        | Раскадровка     | Дата премьеры  |
| --- | ------------------------------------------------------------------------------------ | -------------------------- | --------------- | --------------- | -------------- |
| 1 | «Рагнарёк» «Ragunaroku» (ラグナロク)                                                 | Ясутака Ямамото            | Казуюки Фудеясу | Масао Окубо     | 17 июня, 2021  |
| На Совете Валгаллы боги собрались спустя 1000 лет после последнего заседания и решили, что человечество не подлежит искуплению и должно быть уничтожено. Брунгильда, лидер валькирий, возражает против этого решения и предлагает богам продемонстрировать свою милость и силу, испытав человечество. Брунгильда убеждает богов провести Рагнарёк, соревнование, в котором тринадцать человек и тринадцать богов сражаются один на один до смерти, и первый, кто одержит семь побед, побеждает, а человечество будет сохранено ещё на 1000 лет, если они одержат победу. В первой битве первым представителем богов является сильнейший норвежский бог и бог грома, Тор, человеческий представитель — самый могущественный из всех китайских героев, Люй Бу, и их битва начинается с обоих противников, сражающихся в полную силу. |                                                                                      |                            |                 |                 |                |
| 2 | "Достойный противник " «Kōtekishu» (好敵手)                                          | Хироюки Китакубо           | Казуюки Фудеясу | Масао Окубо     | 17 июня, 2021  |
| Боги удивлены тем, что Люй Бу заставляет Тора серьёзно сражаться с ним и вспоминать величайшие подвиги скандинавского бога, в то время как подробности прошлого Люй Бу также раскрываются, в том числе тот факт, что в отличие от официальной истории, Люй Бу сдался своим врагам и дал себя повесить после того, как понял, что там нет никого достаточно сильного, чтобы сразиться с ним. Когда оружие Люй Бу отражает Молот Тора, боги понимают, что Люй Бу также вооружена божественным оружием, в то время как Брунгильда собирает 13 валькирий, чтобы помочь людям в Рагнарёке. |                                                                                      |                            |                 |                 |                |
| 3 | «Смертельное Движение» «Hissatsu Waza» (必殺技)                                      | Такуши Шикатани            | Казуюки Фудеясу | Масао Окубо     | 17 июня, 2021  |
| Перед Рагнарёком Брунгильда вызывает четвёртую сестру-валькирию, Рандгриз, и приказывает ей помочь Люй Бу, превратившись для него в священное оружие, (в случае Люй Бу — алебарду). Когда Люй Бу снова удается ранить Тора, Зевс подтверждает, что валькирии восстают против богов, но в восторге от вызова. Брунгильде сообщается полный список участников Рагнарёка. Сняв с себя ограничения (Мьельнир пробудился и Тор снял перчатки Ярнгрейп), Тор показывает в полной мере свои силы и готовится нанести последний удар Люй Бу. |                                                                                      |                            |                 |                 |                |
| 4 | «Радость» «Kanki» (歓喜)                                                             | Хирокадзу Ямада            | Казуюки Фудеясу | Кодзин Очи      | 17 июня, 2021  |
| Ноги Люй Бу ломаются от всей мощи атаки Тора, и его верный конь, Красный Заяц, кажется, поддерживает Лю Бу, но битва решается, когда оружие Люй Бу ломается, и Рандгриз возвращается в свою нормальную форму. Побеждённый Люй Бу радуется, что наконец-то сразился с достойным противником. Затем Тор обезглавил Люй Бу своим молотом, запечатлев первую победу богов. |                                                                                      |                            |                 |                 |                |
| 5 | «Файл № 00000000001»                                                                 | Ясутака Ямамото            | Казуюки Фудеясу | Ясутака Ямамото | 17 июня, 2021  |
| После смерти Люй Бу его армия во главе с Чен Гун и Красным Зайцем атакуют Тора, который убивает их в знак уважения к своему павшему противнику. Гёлль, самая младшая из валькирий, узнает от Брунгильды, что души Люй Бу и Рандгриз отправились в Нифльхейм, то есть, были полностью уничтожены, поэтому их нельзя воскресить. Разгневанная тем, что Брунгильда не выказывает печали за судьбу их сестры, Гёлль делает ей выговор, но Брунгильда кричит на неё, заявляя, что невозможно убить бога, если не поставив на кон свою жизнь. Брунгильда выбирает Адама, отца человечества, следующим бойцом. Изначально со стороны богов должен был выйти Шива, глава индийского пантеона, но ко всеобщему удивлению его место занимает глава совета Валгаллы — Зевс. |                                                                                      |                            |                 |                 |                |
| 6 | «Идеальная копия» «Karei Naru Mohō» (華麗なる模倣)                                   | Кодзин Очи                 | Казуюки Фудеясу | Масао Окубо     | 17 июня, 2021  |
| Зевс вынуждает Шиву уступить свое место в поединке с Адамом. Адам вооружен кастетом с духом седьмой Валькирии, Регинлейф, сам Зевс решает сражаться голыми руками. Поначалу у Зевса было преимущество, пока Адам не использовал свое улучшенное восприятие, чтобы уклоняться и копировать все атаки врага, удивляя толпу, когда он начинает сопротивляться и заставляет Зевса падать на землю. |                                                                                      |                            |                 |                 |                |
| 7 | «Изгнание из рая» «Rakuen Tsuihō» (楽園追放)                                         | Масахито Отани             | Казуюки Фудеясу | Кодзин Очи      | 17 июня, 2021  |
| Поскольку Адам продолжает одолевать Зевса, Брунгильда комментирует, что сила Адама проистекает из его злобы, его ненависти к богам, показывая, что и он, и его жена Ева были изгнаны из рая после того, как Ева была ложно обвинена в том, что съела запретный плод. После убийства Змея, который безуспешно домогался Евы и обвинил её в съедении запретного плода, Адам покидает Рай вместе с ней. Как только битва почти решена, Зевс показывает свою истинную форму, и Адам прекращает атаковать и впервые за бой становится в защитную стойку, осознав опасность. |                                                                                      |                            |                 |                 |                |
| 8 | «Изобилие благодати» «Afureru Ai» (あふれる愛)                                       | Шинь Унэ                   | Казуюки Фудеясу | Масао Окубо     | 17 июня, 2021  |
| Зевс принимает свою окончательную форму, форму Адамаса, и уравнивает шансы против Адама. Тем не менее, Адам в конечном итоге адаптируется к силе своего противника и восстанавливает преимущество, но незадолго до того, как Адам наносит завершающий удар Зевсу, он умирает от истощения, его душа исчезает вместе с Регинлейф. Несмотря на повторное поражение, люди в зале отмечают пример Адама и выражают свою волю бросить вызов богам и выиграть Рагнарок. В третьем матче Посейдон, греческий бог моря, будет сражаться на стороне богов, а пожилой Кодзиро Сасаки является его противником. |                                                                                      |                            |                 |                 |                |
| 9 | «Тиран океана» «Taikai no Bōkun» (大海の暴君)                                        | Хирокадзу Ямада            | Казуюки Фудеясу | Масао Окубо     | 17 июня, 2021  |
| Посейдон начинает третий матч против Кодзиро Сасаки, вооруженного мечом «Сушильный шест» с духом валькирии Христ, но не делает ни шага, так как Кодзиро не видит никаких брешей в защите Посейдона и понимает, что он будет убит, если нападет неосторожно. После того, как Брунгильда рассказывает историю о том, как Посейдон убил своего старшего брата Адамаса за то, что тот посчитал его недостойным звания «бога» трусом, Коджиро отказывается от первого шага против Посейдона и садится на землю. |                                                                                      |                            |                 |                 |                |
| 10 | «Великичайший неудачник» «Saikyō no Haisha» (最強の敗者)                             | Акира Мано                 | Казуюки Фудеясу | Ясутака Ямамото | 17 июня, 2021  |
| После того, как раскрывается история о том, как он усовершенствовал свои навыки только благодаря постоянным поражениям и упорным тренировкам, Кодзиро провоцирует Посейдона и уклоняется от всех его атак, пока его противник не начинает наносить удары слишком быстро, чтобы он мог полностью увернуться. |                                                                                      |                            |                 |                 |                |
| 11 | «Ласточка смотрит в бездну» «Tsubame ga Mita Shin’en» (燕が見た深淵)                 | Кодзин Очи                 | Казуюки Фудеясу | Кодзин Очи      | 17 июня, 2021  |
| Посейдон усиливает свои атаки против Кодзиро, раня его и ломая его меч пополам. Вспомнив о своей знаменитой встрече с Миямото Мусаси, Кодзиро решает продолжить сражение, и сломанный меч превращается в два новых меча, отражающих двойную личность Христ, и иронизируя над неспособностью надменного Посейдона понять человека, вновь вступает в схватку. |                                                                                      |                            |                 |                 |                |
| 12 | «И Рагнарёк продолжается» «Soshite Ragunaroku wa Tsuzuku» (そしてラグナロクはつづく) | Кодзин Очи Тошикацу Токоро | Казуюки Фудеясу | Масао Окубо     | 17 июня, 2021  |
| Посейдон решает прекратить попытки перехитрить Кодзиро и атакует его быстрыми и прямыми ударами. Тем не менее, Кодзиро из последних сил поочередно отрубает руки Посейдону и разрубает его на части. Человечество ликует, а боги шокированы своим первым поражением. В перерыве боги признают потенциал людей, Шива рвется в бой, но Зевс вновь отказывает ему, говоря, что греческие боги должны отомстить за свое поражение и выдвигает Геракла в качестве следующего бойца. Брунгильда посылает против него Джека-потрошителя, что удивляет болельщиков со стороны людей, так как они наслышаны о его дурной славе самого печально известного серийного убийцы. |                                                                                      |                            |                 |                 |                |
| 2 сезон |                                                                                      |                            |                 |                 |                |
| 1 | «Добро против зла» «Seigi VS Aku» (正義VS悪!)                                        |                            | Казуюки Фудеясу | Масао Окубо     | 26 января 2023 |
| Геракл, являясь другом валькирий и бывшим смертным, все равно выступает на стороне богов, желая посвятить свою победу человечеству, во имя дорогой для него справедливости. Разъярённый тем, что его противник — мерзкий серийный убийца, Геракл предлагает Джеку-Потрошителю сдаться, но тот отказывается, демонстрируя своё священное оружие — огромные ножницы. Когда Геракл разрушает одним ударом своей палицы ножницы Джека, но получает раны от метательных ножей. Это удивляет всех зрителей, ведь обычное оружие не может ранить бога. Джек признает свою ложь, говоря что настоящее оружие — сумка, производящая божественное оружие, размеры которого ограничены её размерами. |                                                                                      |                            |                 |                 |                |
| 2 | «Несокрушимый бог войны» «Fukutsu no Tōshin» (不屈の闘神)                            |                            | Казуюки Фудеясу | Масао Окубо     | 26 января 2023 |
| С каждым особым приемом, татуировки на теле Геракла начинают увеличиваться. Арес, бог войны и один из зрителей, объясняет это: такова цена за применение особых приемов которые названы в честь из Двенадцати подвигов; татуировки увеличиваются причиняя боль Гераклу и когда всё его тело будет покрыто ими, он умрет. В 2000 году до нашей эры, нищий юноша Алкид, борец за справедливость, выпивает амброзию, «кровь Зевса», которая дарует ему божественную силу, противостоит армии Ареса и ему лично, когда боги решают уничтожить человечество. Пораженные его стойкостью, боги откладывают уничтожение человечества ещё на 4000 лет принимают Алкида в свой сонм как сына Зевса, сменив ему имя на «Геракл». Бой продолжается, в его ходе выясняется, что у Джека-Потрошителя есть одна необычная способность… |                                                                                      |                            |                 |                 |                |
| 3 | «Рождение монстра» «Kaibutsu no Tanjō» (怪物の誕生)                                  |                            | Казуюки Фудеясу | Масао Окубо     | 26 января 2023 |
| Лондон, конец XIX века. Будущий Джек-Потрошитель — 12- летний мальчик, сын проститутки, способен видеть цвет человеческих эмоций своим правым глазом. Он узнает, что цвет любви его матери был обращен не к нему, а к его биологическому отцу, который обещал на ней жениться, но ушел к другой. Разъяренная мать Джека на самом деле никогда не любившая его по настоящему, открыто говорит ему, что сожалеет о том, что не сделала в свое время аборт. Пытаясь «избавить» её от цвета ярости, Джек убивает мать, увидев цвет который становится его любимым — цвет предсмертного страха. В настоящем времени, Джек-Потрошитель отрубает правую руку Геракла циферблатом Биг-Бена. Локи, бог обмана понимает — это очередная ложь Джека. Настоящее оружие — перчатки, в которые была насильно превращена Хлёкк, одиннадцатая валькирия, превращающие в божественное оружие всё, к чему они прикоснутся. |                                                                                      |                            |                 |                 |                |
| 4 | «Последний подвиг» «Saigo no Miwaza» (最後の御業)                                    |                            | Казуюки Фудеясу | Масао Окубо     | 26 января 2023 |
| Геракл узнает о способности Джека видеть цвет эмоций. Понимая, что жестокость окружающих сделала Джека чудовищем, Геракл жалеет его, но применяет свой последний подвиг, принимая силу Цербера. Теперь Геракл обязан победить Джека раньше, чем новоприобретённая сила убьет его самого. Во время битвы Джека пронзает насквозь прут от ограды, но это не лишает его желания победить в этом раунде. |                                                                                      |                            |                 |                 |                |
| 5 | «Реквием» «Chinkon» (鎮魂)                                                           |                            | Казуюки Фудеясу | Масао Окубо     | 26 января 2023 |
| Пропитав перчатки своей кровью, Джек-Потрошитель превращает её в божественное оружие и окончательно убивает Геракла. Победа в битве не приносит Джеку удовлетворения, ведь Геракл до самого конца не испытывал страх, а любовь ко всему человечеству. Хлёкк также жалеет Джека, не способного проявить свою грусть. Не смотря на победу, зрители со стороны человечества осыпают Джека проклятиями и швыряют в него камни в отместку за гибель Геракла. После битвы Локи идет на разговор к Будде, подозревая его в пособничестве валькириям, а после открыто обвиняет его в предательстве богов. Их разговор прерывают Семь богов счастья, которые хотят свести какие-то счеты с Буддой и хотят с ним сразится, к ним присоединяется и Локи. К Будде же присоединяются Кодзиро Сасаки и ещё один боец Рагнарёка со стороны людей Окита Содзи со своим товарищем Исами Кондо. |                                                                                      |                            |                 |                 |                |
| 6 | «Противоречивые мотивы» «Sorezore no Omowaku» (それぞれの思惑)                       |                            | Казуюки Фудеясу | Масао Окубо     | 26 января 2023 |
| Зевс и Один прерывают стычку Будды и остальных, требуя чтобы они поберегли силы для следующих раундов. Тем временем Брунгильда выбирает следующим бойцом Райдена Тамимона, величайшего бойца сумо. Сильнейшая валькирия Труд становится его напарником и Райден взаимно влюбляется в неё с первого взгляда, а его оппонентом становится верховный индийский бог Шива. |                                                                                      |                            |                 |                 |                |
| 7 | «Сотня печатей» «Hyakuhei» (百閉)                                                    |                            | Казуюки Фудеясу | Масао Окубо     | 26 января 2023 |
| Начало драки Шивы и Райдена приятно впечаляет обоих бойцов. В январе 1767 года в семье Хамемона и Кен Секи рождается сын Тарокичи (известный позже, как Райден Тамимон), который до трёх лет не умел ходить и когда он впервые встает на ноги, его собственные мышцы оказываются настолько сильными, что сразу же ломают его ребра, руки и ноги. Юный Тарокичи начинает тренировать свое тело, наращивая новые мышцы, названные позже «Сотня печатей». Вёлунд Райдена — ммышечный экзоскилет, позволяющий снять «Сотню печатей» и драться в полную силу. В ходе битвы Шива почти теряет одну из своих рук. |                                                                                      |                            |                 |                 |                |
| 8 | «Вершина 1116 душ» «Senhyakujūroku no Teppen» (１１１６の天辺)                       |                            | Казуюки Фудеясу | Масао Окубо     | 26 января 2023 |
| Давным-давно на горе Кайлас жили два пока не известных бога: серьёзный и упорный бог бури Рудра и его друг, веселый и беззаботный бог разрушения Шива. Мечта Рудры — добраться до вершины Сварги, вершины Индии, для этого он должен победить всех богов индийского пантеона, Шива присоединяется к нему за компанию. Победив всех 1115 богов Индии, они вступают в поединок друг с другом для определения сильнейшего из них. Шива хочет признать свое поражение, не желая рушить мечту друга, но Рудра не принимает его, считая это позором. Шива со слезами на глазах побеждает Рудру и возглавляет индийский пантеон. В настоящее время Шива исполняет танец в ритме космоса, воспламеняя свое тело, и сильно опаляет лицо и грудь Райдена, но последний не намерен сдаваться. |                                                                                      |                            |                 |                 |                |
| 9 | «Резонанс» «Kyōmei» (共鳴)                                                           |                            | Казуюки Фудеясу | Масао Окубо     | 26 января 2023 |
| Пятилетний Тарокичи восхищен борьбой сумо своих сверстников, он пытается присоединиться к ним, но их пугает его не по годам развитая сила; они считают его монстром. Мать успокаивает расстроенного Тарокичи, говоря что боги дали ему силу, чтобы он мог защищать слабых. Тарокичи использовал свою силу во благо односельчанам, пока в 1783 году не произошло извержение вулкана Асама, что привело к голоду в его деревне, после чего семнадцатилетний борец решает отправиться в Эдо, чтобы заработать на боях и накормить на вырученные деньги родных и друзей. Мастер Йохати Ураказе тренирует Тарокичи, а в 1790 году последний выступает впервые под именем Райден Тамимон. После череды побед, Тамимон встречает противника, который по-настоящему боится его. Райден, вспоминая страх сверстников, принимает решение никогда не драться в полную силу. Но на арене Рагнарека он ударяет Шиву в полную силу, после чего верховный бог Индии лишается трех из четырёх рук. Шива использует свою высшую технику, Тандава Карма, готовясь к последнему удару.                                      |                                                                                      |                            |                 |                 |                |
| 10 | «На грани» «Gakeppuchi» (崖っぷち)                                                   |                            | Казуюки Фудеясу | Масао Окубо     | 26 января 2023 |
| В ожесточенной схватке Шива рассекает руку Райдена. Понимая, что конец близок, Райден просит Труд оставить его, но та отказывается, так как полюбила его всем сердцем. Шива одним ударом сносит голову Райдену и он погибает весте с Труд. Шива доволен поединком и восхищен силой человечества. Зевс выбирает Будду следующим бойцом. Будда выходит на арену, шокируя всех заявлением, что будет биться за человечество… |                                                                                      |                            |                 |                 |                |
| 11 | «Шестой раунд» «Dai 6-kaisen» (第６回戦)                                             |                            | Казуюки Фудеясу | Масао Окубо     | 12 июля 2023   |
| Незадолго до шестого раунда, Будда говорит Брунгильде, что Зевс отправляет его в бой, но он будет биться за людей, так как не любит, когда ему указывают. что делать. Брунгильда принимает эту новость спокойно, что вызывает у Будды подозрения на её счет. Не смотря на ярость всех богов, Зевс принимает смену стороны Будды. Его оппонентом должен быть Бисямонтен, однако все Семь богов счастья сливаются в одного, Зерофуку, некогда доброго бога, искаженного горем и всей душой ненавидящим Будду. |                                                                                      |                            |                 |                 |                |
| 12 | «Зеро» «Rei» (零)                                                                    |                            | Казуюки Фудеясу | Масао Окубо     | 12 июля 2023   |
| В древней Азии, в те времена, когда боги и люди были ещё близки, маленький Зерофуку, мечтая сделать людей счастливее, поглощает их несчастья, что ему самому приносит страдания. Через некоторое время люди из деревни, освобожденные от несчастий, впадают в порочность, что сильно шокирует Зерофуку. В деревню входит процессия нищих, но абсолютно счастливых людей, возглавляемых Буддой, который объясняет Зерофуку, что счастья можно только добиться самому. Завидуя человеку, сделавшему окружающий счастливыми, Зерофуку поглощает тьма, но чтобы не наделать бед, он разрывает себя на Семерых богов счастья. Сейчас Зерофуку использует Тесак несчастья, который увеличивается по мере горя самого Зерофуку, чтобы уничтожить Будду, но тот легко уходит от всех атак. |                                                                                      |                            |                 |                 |                |
| 13 | «Самый сильный подросток в истории» «Shijō Saikyō no Shishunki» (史上最強の思春期)   |                            | Казуюки Фудеясу | Масао Окубо     | 12 июля 2023   |
| Капилавасту, древняя Северная Индия. Молодой Сиддхартха Гаутама принц клана Шакья имеет высший статус, лучшие жилье, одежду, пищу, образование, так как ему предначертано стать царем мира. Однажды, умирающий король Маллы Джатака, дальний родственник Сиддхартхи признается, что не смотря на любовь народа и славу хорошего правителя, никогда не был счастлив, эта судьба была навязана ему с рождения и его мечтой было познание окружающего мира. Размышляя над словами Джатаки, Сиддхартха достигнув просветления, становится Буддой и отказавшись от всех привилегий пошел своим путем. Бой продолжается, Зерофуку злится, что никто не обращает на него внимания, и все болеют за Будду. Будда говорит, что Зерофуку сам себе хозяин и должен любить себя. Прислушавшись к словам Будды, Зерофуку очищается от тьмы и становится счастливым, а лезвие Тесака несчастья исчезает. Сразу после этого, отпавшие рога Зерофуку пронзают его голову, выходят в виде драконов и вместе поглощают его, образуя огромное яйцо из которого вылупляется чудовище — Папияс, Владыка демонов Шестого неба. |                                                                                      |                            |                 |                 |                |
| 14 | «Легенда подземного мира» «Meikai no Densetsu» (冥界の伝説)                          |                            | Казуюки Фудеясу | Масао Окубо     | 12 июля 2023   |
| Присоединившись к трибуне богов, Аид рассказывает предысторию Папияса: он — легендарный берсерк, уничтоживший половину Хельхейма, но его тело не выдержало имеющейся силы и самоуничтожилось. Единственный фрагмент Папияса культивировал Вельзевул и подселил в организм Зерофуку в виде рогов. Папияс — абсолютная тьма, что не позволяет Будде видеть внутренний свет противника и предвидеть его действия, в следствие чего он лишается левого глаза. Папияс насмехается над поглощенным им Зерофуку, Будда в ярости и намерен уничтожить демона несмотря не ранения. |                                                                                      |                            |                 |                 |                |
| 15 | «Путь света» «Hikari no Michi» (光の道)                                              |                            | Казуюки Фудеясу | Масао Окубо     | 12 июля 2023   |
| Получивший многократные ранения Будда продолжает сражение, но его божественное оружие — Посох Шести миров разрушен. Папияс насмехается над ним, но Будда подбирает рукоять Тесака несчастья Зерофуку, что с помощью Велунда и достижения высшей Нирваны преобразует его своей любвью в Меч Просвещения. Теперь Будда может видеть внутренний свет Папияса — его страх, что позволяет ему предвидеть его атаки. После непродолжительного боя Будда разрубает Папяса пополам, с последним в Нифльхейм уходят Зерофуку и Семь богов счастья. Желая отомстить человечеству за смерть Посейдона, Аид собирается принять участие в следующем раунде, его противником выбран Цинь Ши Хуанди. |                                                                                      |                            |                 |                 |                |
| 3 сезон |                                                                                      |                            |                 |                 |                |
| 1 |                                                                                      |                            |                 |                 |                |
| |                                                                                      |                            |                 |                 |                |
| 2 |                                                                                      |                            |                 |                 |                |
| |                                                                                      |                            |                 |                 |                |
| 3 |                                                                                      |                            |                 |                 |                |
| |                                                                                      |                            |                 |                 |                |
| 4 |                                                                                      |                            |                 |                 |                |
| |                                                                                      |                            |                 |                 |                |
| 5 |                                                                                      |                            |                 |                 |                |
| |                                                                                      |                            |                 |                 |                |
| 6 |                                                                                      |                            |                 |                 |                |
| |                                                                                      |                            |                 |                 |                |
| 7 |                                                                                      |                            |                 |                 |                |
| |                                                                                      |                            |                 |                 |                |